# Kroktjärnen (Hamrånge socken, Gästrikland)
Kroktjärnen är en sjö i Gävle kommun i Gästrikland och ingår i Hamrångeån-Testeboåns kustområde. Sjön har en area på 0,185 kvadratkilometer och ligger 81 meter över havet.

## Delavrinningsområde
Kroktjärnen ingår i det delavrinningsområde (674873-156595) som SMHI kallar för Inloppet i Stora Mjuggsjön. Medelhöjden är 68 meter över havet och ytan är 13,69 kvadratkilometer. Det finns inga avrinningsområden uppströms utan avrinningsområdet är högsta punkten. Vattendraget som avvattnar avrinningsområdet har biflödesordning 2, vilket innebär att vattnet flödar genom totalt 2 vattendrag innan det når havet efter 14 kilometer. Avrinningsområdet består mestadels av skog (74 procent) och sankmarker (21 procent). Avrinningsområdet har 0,18 kvadratkilometer vattenytor vilket ger det en sjöprocent på 1,3 procent.